# Reino vikingo de York
El reino vikingo de York o Jórvík fue un antiguo estado de Europa que existió en el período desde el 866 hasta el 954. Los vikingos originarios de Dinamarca establecieron un potente estado en la isla de Gran Bretaña con capital en York, que en un principio se llamó Jórvik. La región en torno a esta ciudad se conoció como Danelaw, término que se aplicó también a la jurisdicción detentada por los daneses durante la segunda mitad del siglo X.
El territorio también es conocido como la York Escandinava, término usado por los historiadores para identificar al reino de Northumbria a finales del siglo IX y primera mitad del siglo X, durante la dominación escandinava, en particular bajo el reinado de los reyes vikingos.

## Etimología
El nombre Jórvík es una escandinavización de Eoforwic, que es el nombre en inglés antiguo de la capital de Northumbria conocida como York en el siglo X. El prefijo jór- en nórdico antiguo procede de la palabra jofurr que tiene el mismo significado del inglés antiguo, eofor (jabalí o caudillo). El sufijo wic procede del protoindoeuropeo y significa campamento o asentamiento (en latín: vicus), reemplazado por el nórdico antiguo vík (puerto o bahía). El sentido de la palabra, por lo tanto, para los escandinavos sería: «puerto del caudillo o de los caudillos».

## Geografía
El territorio del reino vikingo comprendía gran parte del norte de Inglaterra, con fronteras siempre en constante cambio debido a las guerras con Wessex. Jórvik estaba muy vinculada a otro territorio vikingo en Irlanda, el reino de Dublín durante ese periodo.

## Historia
York fue fundada por los romanos como fortaleza y bautizada Eboracum, más tarde ocupada y reavivada por los anglosajones como el emporio comercial de Eoforwic. La primera incursión vikinga conocida fue en noviembre de 866 y liderada por Ivar el Deshuesado, uno de los hijos del legendario Ragnar Lodbrok y uno de los caudillos que encabezaron la conquista de Inglaterra con el gran ejército pagano por los cronistas anglosajones, que desde Anglia Oriental marchó hacia el norte, apoyado por caballos que obtuvieron durante la retirada del rey Edmundo Mártir durante la guerra civil entre aspirantes por el trono del reino anglo de Northumbria y los territorios de Bernicia y Deira. Tras una tregua, los anglosajones unieron sus fuerzas pero fueron incapaces de reconquistar York en marzo de 867 y tras la derrota Deira se sometió al control danés obligando a la corte de Northumbria a escapar y encontrar refugio en Bernicia. No obstante una embestida vikinga contra Mercia fracasó y todos los esfuerzos contra Wessex no cosecharon los frutos esperados por la fuerte oposición del rey Etelredo I y el joven príncipe Alfredo. Parece que el arzobispo de York colaboró con los vikingos, por lo que fue expulsado temporalmente cuando los northumbrianos recuperaron la ciudad en 872; más tarde recuperó su plaza que mantuvo hasta su muerte. El rey vikingo Guthred fue enterrado en la catedral de York, un indicativo que el arzobispo y el monarca vikingo llegó a un entente como sugiere el historiador Richard Hall.

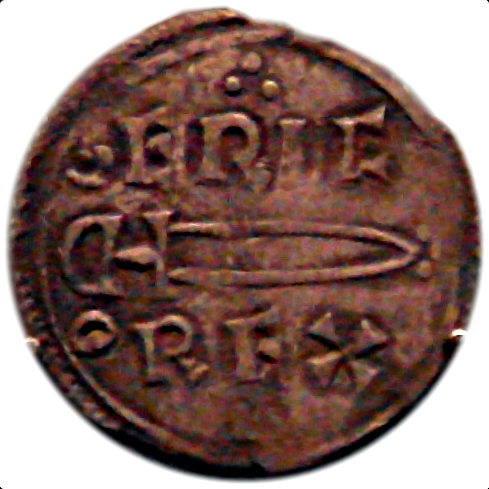
Moneda de York durante el reinado de Erik Hacha Sangrienta (952-954).

Todas las monedas vikingas parece que se acuñaron en York, una señal de la excelente situación económica como imán comercial de Northumbria en la época. La importancia de York se hizo patente cuando el caudillo Guthrum dirigió su atención a Anglia Oriental mientras Halfdan Ragnarsson tomó el poder en el año 875.
Los gobernantes daneses procedentes de Jutlandia, reino de Gorm el Viejo, se establecieron en el reino de Estanglia. Los cinco burgos de Danelaw seguían las mismas bases del reino de Lindsey y los límites se usaban como un tipo de fronteras entre cada reino. Canuto el Grande más tarde «reinstituyó» una dinastía noruega de jarls en Northumbria, con Eiríkr Hákonarson, mientras mantuvo otra dinastía danesa en Anglia Oriental con Thorkell el Alto. Todo el norte de Inglaterra seguiría siendo una fuente de intrigas de palacio para los noruegos hasta la muerte de Harald III de Noruega en la batalla de Stamford Bridge en 1066 previa a la batalla de Hastings y la conquista normanda de Inglaterra.
El emplazamiento de Konungsgurtha (en nórdico antiguo significa la Corte del Rey), se encuentra registrada a finales del siglo XIV como área inmediatamente exterior de la porta principalis sinistra, la puerta occidental del acantonamiento romano que todavía se mantiene en el día de hoy en King's Square, Ainsty, Yorkshire. Quizás indicaba una residencia real vikinga sobre los restos de la fortaleza romana.
El reino vikingo fue absorbido por Inglaterra en 954 tras la derrota de Erico I de Noruega en la batalla de Stainmore. Tras la anexión de Jórvik a Northumbria, bajo el gobierno del conde de Wessex, el título de rey de Jórvik sonaba redundante y fue sustituido por "conde de York", en 960. La pérdida de independencia política de Jórvik no significó una alteración de la situación económica y el éxito commercial obtenido: hacia el año 1000, el crecimiento urbano fue espectacular, superado solo por Londres. Aunque algunos de los condes de York fueron nórdicos como los reyes de Jórvik, fueron sucedidos por normandos tras la conquista. Guillermo I el Conquistador acabó con los últimos vestigios de independencia en la región y estableció guarniciones militares en la ciudad. El condado de York fue abolido por Enrique II de Inglaterra.

## Gobernantes de Jórvik
| Rey                        | Reinado   | Detalles |
| -------------------------- | --------- | --- |
| Ecgberht I de Northumbria  | 867 - 872 | Rey títere de los vikingos                                                                                          |
| Ricsige de Northumbria     | 872 - 876 | Derrocado por los vikingos                                                                                          |
| Ecgberht II de Northumbria | 876 - 878 | |
| Guthred                    | 878 - 895 | Vikingo |
| Jarl Sichfrith             | 895 - 899 | Vikingo |
| Knútr                      | 899 - 900 | Vikingo (Jarl Sichfrith y Canuto pudieron regentar juntos parte o todo el periodo entre 895 y 900)                  |
| Æthelwold de Wessex        | 900 - 902 | |
| Eowils y Halfdan           | 902 - 910 | Posible diarquía vikinga. Es probable que Ingwær, un hermano de Æthelwold de Wessex, gobernase una parte del reino. |
| Eadwulf II de Northumbria  | m. 913    | [ 10 ] [ 11 ] |
| Ealdred de Northumbria     | 913- 918  | Solo reinó sobre una pequeña parte del territorio, la mayor parte estaba bajo dominio vikingo                       |
| Ragnall ua Ímair           | 914 - 921 | Vikingo hiberno-nórdico que dominó gran parte de Northumbria antes de ser rey de Jórvik en 918                      |
| Sitric Cáech               | 921 - 927 | Vikingo hiberno-nórdico, también monarca del reino de Dublín                                                        |
| Athelstan                  | 927 - 939 | |
| Olaf III Guthfrithson      | 939 - 941 | Vikingo hiberno-nórdico, también monarca del reino de Dublín                                                        |
| Amlaíb Cuarán              | 941 - 944 | Vikingo hiberno-nórdico, también monarca del reino de Dublín                                                        |
| Ragnall mac Gofrith        | 943 - 944 | Vikingo hiberno-nórdico que gobernó en diarquía con Amlaíb Cuarán                                                   |
| Edmundo I de Inglaterra    | 944 - 946 | |
| Eirík Hacha Sangrienta     | 947 - 948 | Rey vikingo noruego. Véase también Eirík de Jórvik                                                                  |
| Amlaíb Cuarán              | 949 - 952 | (restaurado) |
| Eirík Hacha Sangrienta     | 952 - 954 | (restaurado) |
| Edred                      | 954 - ¿   | |

## Secuelas
Entre 1070 y 1085 hubo intentos ocasionales de recuperar Jórvik por las fuerzas vikingas danesas, pero ninguna de esas tentativas tuvo éxito para materializarse en un renacimiento del Reino vikingo de York.
El título Duque de York, título nobiliario de Gran Bretaña, fue creado en 1341 pero se unió a la corona cuando el cuarto duque se convirtió en Eduardo IV de Inglaterra. En consecuencia, el título de Duque de York, se ha concedido al segundo hijo del monarca.